# Viguiera annua
Viguiera annua là một loài thực vật có hoa trong họ Cúc. Loài này được (M.E.Jones) S.F.Blake miêu tả khoa học đầu tiên năm 1918.